# Amy van Dyken
Amy van Dyken (Greenwood Village, Colorado, 15. veljače 1973.), američka plivačica.
Sa svojih 6 zlatnih olimpijskih medalja spada u najuspješnije plivačice na Olimpijskim igrama. Na OI 1996. osvojila je 4 zlatne medalje. Četiri godine poslije na OI 2000., osvojila je još dvije zlatne medalje u štafetama. 
Godine 2007. primljena je u Kuću slavnih vodenih sportova.

## Vanjske poveznice
- Životopis Amy van Dyken na stranicama Međunarodne kuće slavnih vodenih športova  Arhivirana inačica izvorne stranice od 7. siječnja 2009. (Wayback Machine) (eng)